# Muerte de Giorgiana Masi
Giorgiana Masi (Roma, 6 de agosto de 1958 - Roma, 12 de mayo de 1977) fue una joven italiana asesinada en mayo de 1977, en la capital italiana, durante una manifestación política. Ese día, junto con su novio Gianfranco Papini, la joven se encontraba en el centro de Roma, donde habían estallado violentos enfrentamientos entre manifestantes y fuerzas policiales tras una manifestación pacífica (pero no autorizada) del Partido Radical, a la que se habían unido miembros de la extrema izquierda.
A las 19:55 horas, ambos se encontraban en Piazza Giuseppe Gioachino Belli, cuando una bala del calibre .22 alcanzó a Giorgiana en el abdomen. Atendida en el lugar de los hechos, fue trasladada al hospital, donde falleció.
Las hipótesis acreditadas, aunque no verificadas, fueron dos: la primera lo adjudicó al «fuego amigo», según el ministro del Interior, Francesco Cossiga, que atribuyó la responsabilidad a flecos de Autonomia Operaia; la segunda la atribuiría a miembros de la policía de paisano, que disparó un arma no perteneciente a la orden, nunca identificada, según el abogado de la demandante, la izquierda y los radicales.
En memoria del incidente, cada año, el 12 de mayo, se celebra en Roma, en Piazza Sonnino (cercana al lugar del asesinato), una conmemoración de la víctima. El incidente se ha tomado como símbolo de muchas luchas juveniles contra lo que se consideraban injusticias de la policía y la política, y sigue siendo objeto de fuertes polémicas.

## Antecedentes
Nacida el 6 de agosto de 1958, vivía con su padre, que era peluquero, su madre, ama de casa, y su hermana mayor en un piso de Via Trionfale, en Roma, cerca del hospital San Filippo Neri. En la época de los hechos, cursaba quinto curso en el liceo público Louis Pasteur, en la misma clase que Federica Sciarelli.
En la segunda mitad de los años setenta, el clima de violencia política que caracterizaba a Italia, los llamados años de plomo, se manifestó también en Roma, donde se dieron una larga serie de enfrentamientos entre facciones políticas de extrema derecha y extrema izquierda, tanto entre sí como con las fuerzas del orden, que culminó con el tiroteo del 21 de abril de 1977 entre policías y manifestantes de la Autonomía Operaia, que acabó con la muerte del agente Settimio Passamonti y heridas a cuatro de sus compañeros.
Ese mismo día, el ministro del Interior, Francesco Cossiga, anunció en el Parlamento que había dictado disposiciones que prohibían toda manifestación pública en la capital hasta el 31 de mayo siguiente.
La medida, adoptada por el comité interministerial para la seguridad presidido por el primer ministro Giulio Andreotti, había sido aprobada, a pesar de algunas perplejidades iniciales, por Cossiga y también fue apoyada enérgicamente por el Partido Comunista Italiano, que consideraba que «ya no se enfrentaba ni siquiera a violentas alteraciones del orden, sino a un criminal asalto armado al Estado y a la sociedad», reclamando abiertamente «firmeza, orden, seguridad en democracia».
El Partido Radical decidió desafiar abiertamente la prohibición, convocando una sentada en la Piazza Navona el 12 de mayo, motivada por la recogida de firmas a la propuesta de referéndum abrogativo y por la celebración del tercer aniversario de la victoria en el anterior referéndum sobre el divorcio.

### La manifestación de Roma y el asesinato
El 12 de mayo de 1977, el Partido Radical y la izquierda extraparlamentaria convocaron una sentada para recoger firmas sobre los referendos. La manifestación fue una reacción a la prohibición temporal, como medida preventiva contra el terrorismo, de todas las manifestaciones políticas en el Lacio, excepto las convocadas por los partidos del arco constitucional; Pannella se posicionó enérgicamente contra esta legislación de emergencia.
A pesar de que Cossiga le había pedido que no llevara a cabo la sentada, justificando su petición en el alto riesgo de enfrentamientos con la policía, Pannella se mantuvo firme en su decisión; en la manifestación, muchos activistas del partido se vieron implicados de hecho en los tiroteos entre policías y militantes de la izquierda extraparlamentaria, en el transcurso de los cuales una bala alcanzó de muerte a Giorgiana Masi.

## Hechos

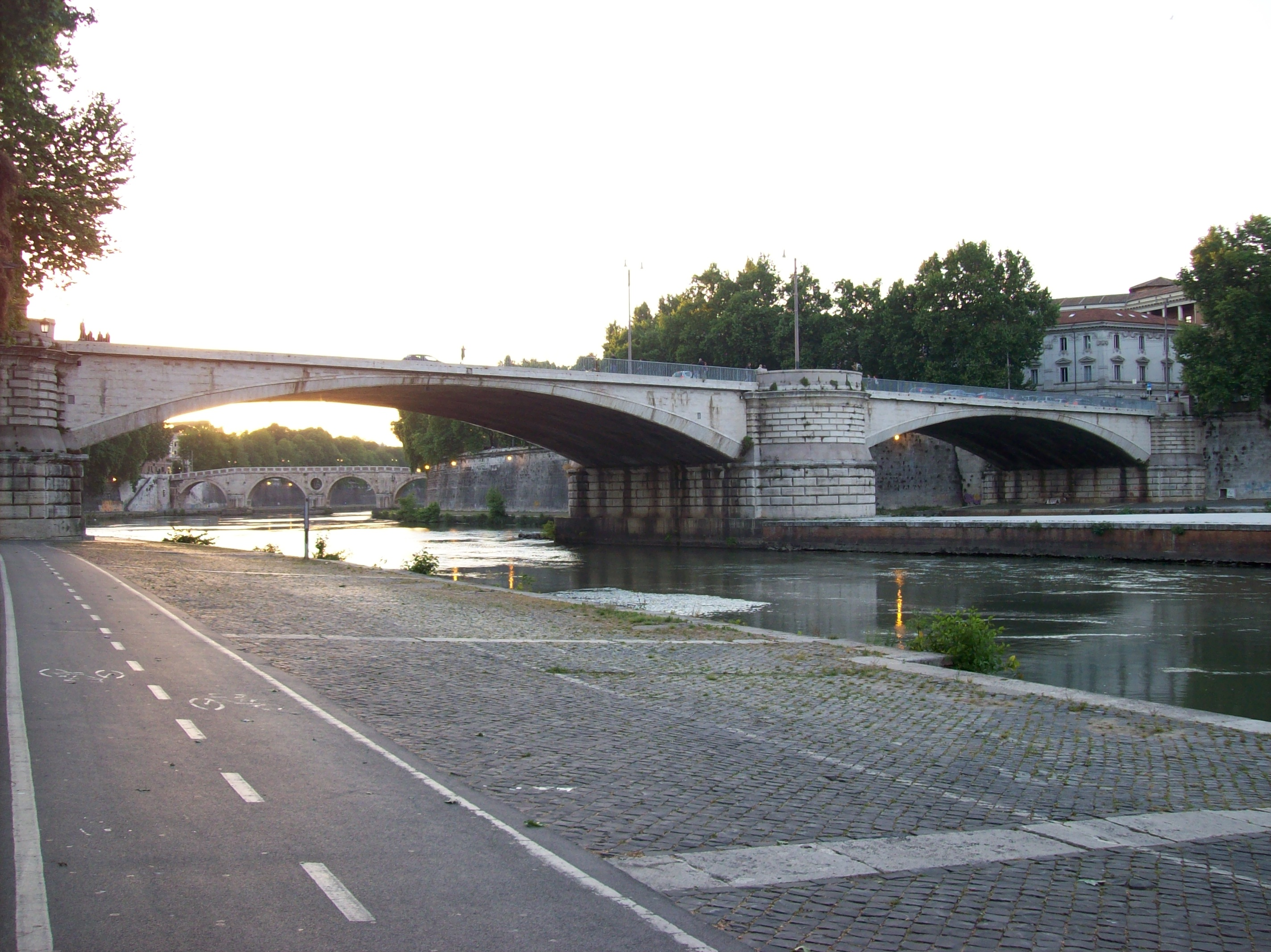
Imagen del Puente Garibaldi de Roma, en cuyas cercanías falleció Masi.

A la iniciativa se unieron también simpatizantes de lo que más tarde se llamaría el Movimiento 1977 y miembros de diversas formaciones de la izquierda extraparlamentaria, para protestar contra la disminución de los espacios de expresión política y el clima represivo hacia ellos: entre ellos había muchos miembros de la Autonomia Operaia, a veces armados con pistolas. En la manifestación participaron unos 5 000 policías antidisturbios, asistidos por agentes de paisano, cuya coordinación operativa se había ultimado en una reunión celebrada en el Palazzo del Viminale el 3 de mayo. Ese día se produjeron varios incidentes, con lanzamiento de bombas incendiarias y disparos. En los días siguientes, varias personas, entre ellas Marco Pannella, subrayaron en sus declaraciones la presencia de agentes de paisano escondidos entre los manifestantes.
Hacia las 19 horas, algunos parlamentarios mediaron con las fuerzas del orden para que permitieran a los manifestantes evacuar la zona en dirección al Trastévere. En realidad, el consenso fue sólo aparente: a partir de ese momento, los incidentes se agravaron. Durante la evacuación estallaron bombas de humo y disparos, al parecer desde el Ponte Garibaldi. La situación se volvió confusa, los manifestantes comenzaron a huir. Apenas una hora después, en mitad de la crítica situación, en el entorno de la Piazza Giuseppe Gioachino Belli, una bala del calibre .22 acaba alcanzando a Giorgiana en el abdomen. Pese a ser atendida de urgencia en el sitio, y trasladada al hospital, terminaría falleciendo poco después.

## Investigación

### La primera investigación y el archivo de 1981
La investigación sobre el asesinato de Giorgiana Masi y las heridas causadas a Elena Ascione y al carabinero Francesco Ruggeri (o Ruggero) fue archivada el 9 de mayo de 1981 por el juez de instrucción Claudio D'Angelo, a petición del Ministerio Fiscal, con la declaración de que era imposible proceder porque los responsables del crimen seguían siendo desconocidos.
En un extracto de la sentencia, el juez escribió: «[...] Es el claro sentimiento del que escribe que los mistificadores, provocadores y chacales, después de haber provocado a los guardianes del orden hiriendo al suboficial Francesco Ruggero, esperaron el momento en que éstos decidieran desarmar las barricadas y dispersar a los manifestantes, para efectuar los cobardes e insensatos disparos mortales, disparando indiscriminadamente contra los manifestantes y los guardianes del orden».

### La reapertura en 1998
En 1998, tras la reapertura de la investigación confiada al fiscal adjunto Giovanni Salvi, se reexaminó la pista de las armas. Durante la investigación del asesinato de Marta Russo, una estudiante herida mortalmente el 9 de mayo de 1997 en una entrada del campus universitario en circunstancias similares a las de Masi, se encontró por casualidad una vieja pistola oxidada, envuelta en un gorro de lana, en una cavidad del cuarto de baño de la rectoría de la Universidad La Sapienza. La pistola, una Beretta serie 70 de cañón corto, llevaba años sin utilizarse y se presumía que llevaba allí desde los años setenta: Se comparó entonces con la bala que había matado a Giorgiana Masi en el marco de un expediente de investigación abierto sobre el autónomo Fabrizio Nanni (fallecido en 1979 y hermano de la brigadista Mara Nanni), a raíz de las declaraciones de un testigo, que permaneció en el anonimato, a la DIGOS en abril de 1998, quien afirmó que «el hermano de Mara Nanni» había disparado a Masi por error. Los mismos hombres de la DIGOS comunicaron entonces el «chivatazo» a la fiscalía. La fiscalía encargó una serie de peritajes balísticos sobre todas las pistolas del calibre 22 encontradas en los escondites de las Brigadas Rojas. Ninguno de los exámenes arrojó un resultado seguro o positivo.
El 12 de mayo de 1997, el criminal neofascista Angelo Izzo, uno de los autores de la masacre de Circeo, hizo unas declaraciones espontáneas ante un juez y más tarde ante el diputado de la Federación Verde Athos De Luca, en las que acusaba a su antiguo cómplice Andrea Ghira (cuya muerte en 1994 se desconocía en aquel momento) de haberle disparado aquel día de 1977, para «pegar a una feminista» al azar. Estas palabras, como muchas otras del asesino múltiple (durante un tiempo colaborador de la justicia, por ejemplo en la matanza de Bolonia), no serán confirmadas. Por otra parte, se ha establecido que Ghira ya se había alistado en la Legión Extranjera española en junio de 1976 con el nombre ficticio de «Massimo Testa de Andrés» y que, por lo tanto, no podría haber estado en Roma en 1977 como afirmaba Izzo, ya que no habría regresado a Italia según los documentos.
Para el expresidente de la Comisión de Ejecuciones Extrajudiciales, Giovanni Pellegrino, las palabras de Cossiga sobre el incidente confirmarían cómo «aquel día pudo haber habido un acto de estrategia de tensión, un asesinato deliberado para precipitar una situación y provocar una solución involucionista del orden democrático, casi un intento de anticipar un resultado al que se llegó por una vía completamente distinta en 1992-1993» y, de nuevo en 1998, el diputado verde Paolo Cento presentó un proyecto de ley para crear una comisión que «rompiera el muro de silencio y de secretismo que rodea el asesinato de la joven e identificara a quienes permitieron que los responsables quedaran impunes».